# Afroqueta
Afroqueta, jedan od dva novija roda iz porodice trubanjovki (Passifloraceae) kojemu pripada samo jedna vrsta, A. capensis, koju je prvi puta opisao William Henry Harvey 1862. godine pod imenom Turnera capensis, nakon čega ju je Ignatz Urban 1883. klasificirao u rod Piriqueta, da bi je tek 2012. Thulin i Razafimandimbison smjestili u samostalan rod Afroqueta.
To je polugrm koji raste najviše na sjevertoitoku Južnoafričke Republike, ali i u Esvatiniju, Mozambiku i Zimbabveu.